# باهرة
الباهرة أو الأغاف أو الأجاف أو صبَارة أو صبَّار أمريقة (بالإنجليزية: Agave)‏ هو جنس من أحاديات الفلقة المعمرة يضم حوالي 208 أنواع.

## من أنواعه
- السلعف

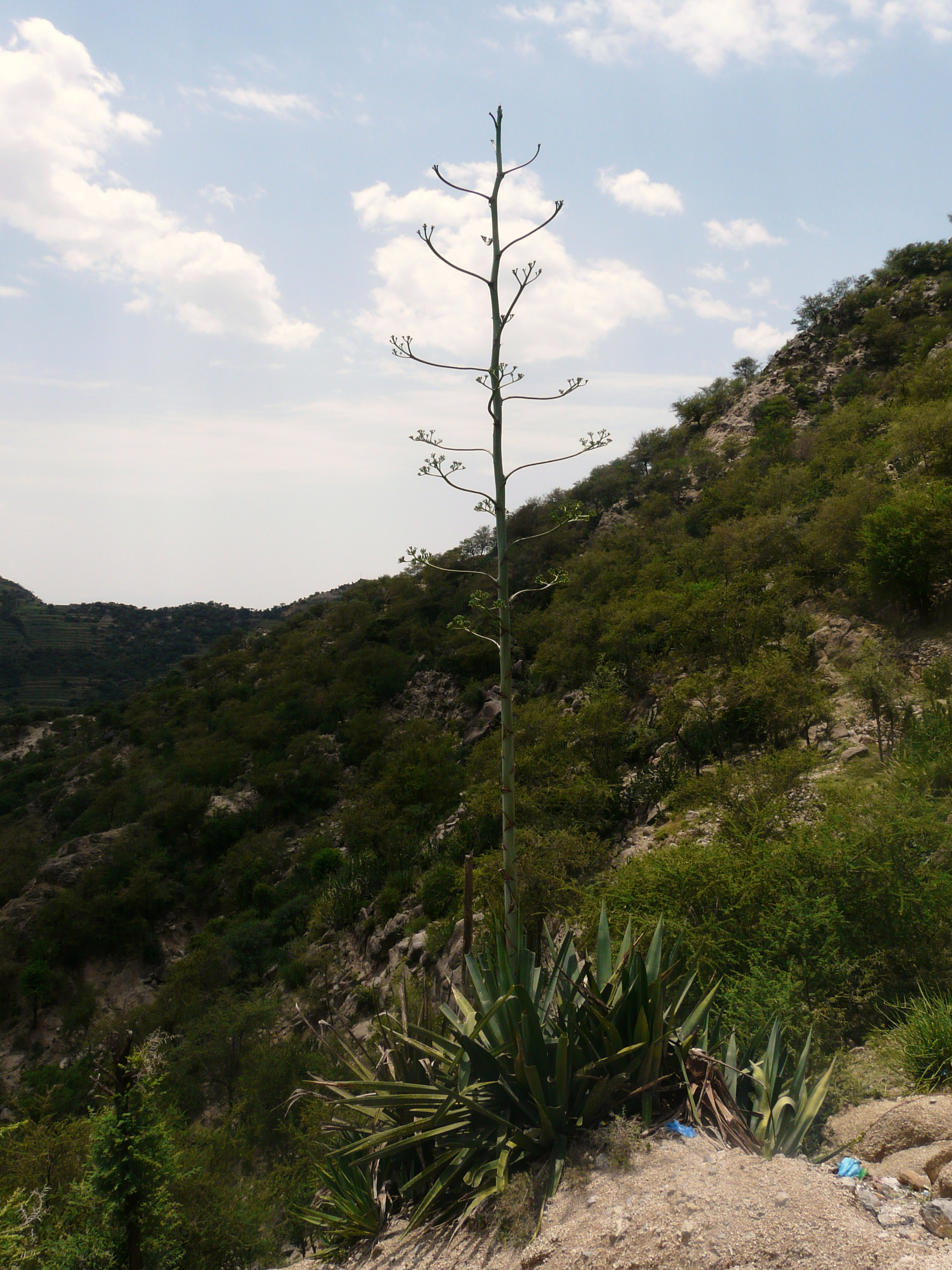
شجرة السلعف في اليمن

يطلق اسم السلعف على النباتات العملاقة من الأغاف في اليمن حيث ينمو بكثرة في المناطق الوسطى بارتفاعات قد تصل إلى 10 أمتار.

## ألبوم صور أنواع وأصناف الأغاف

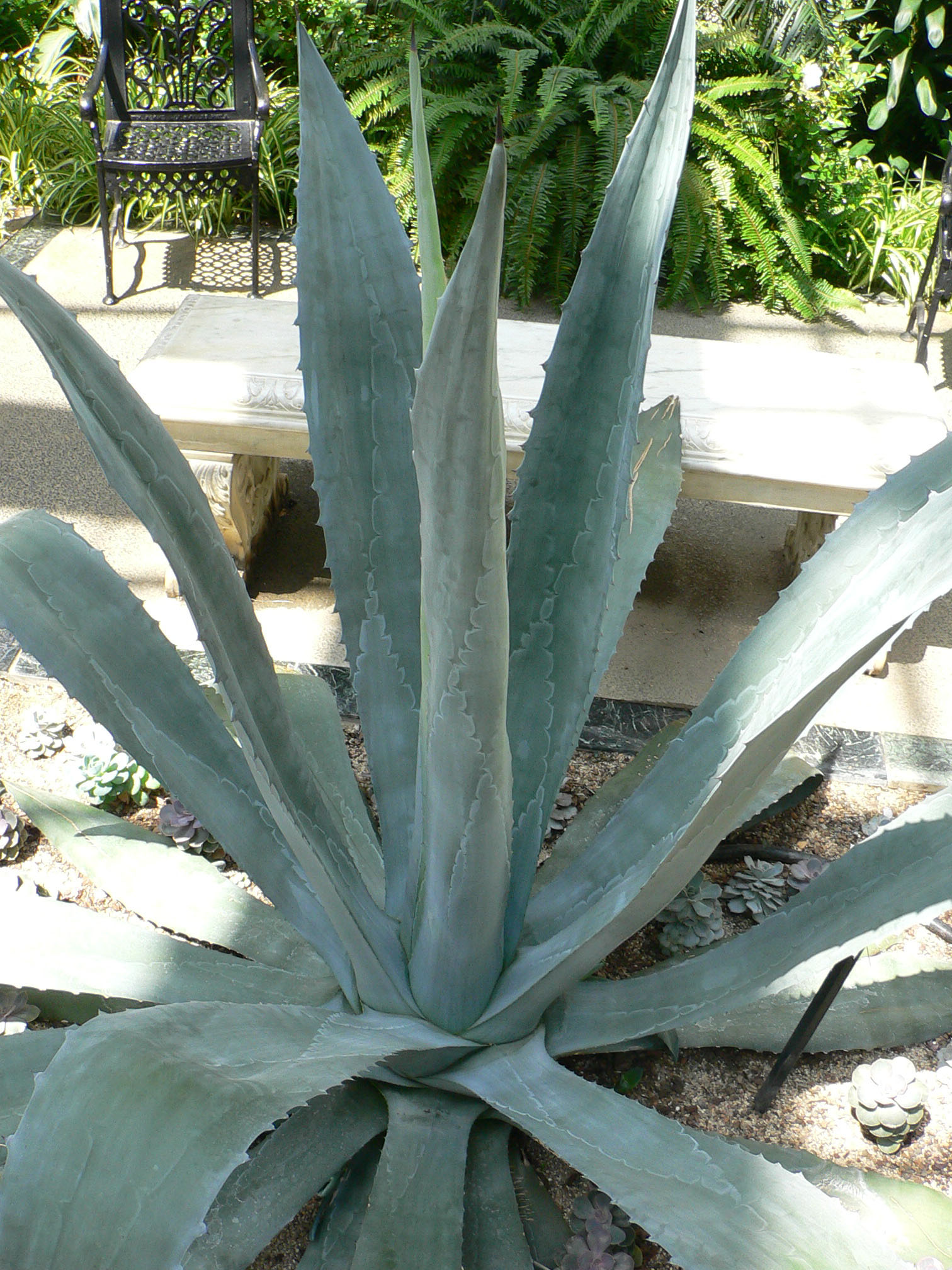
أغاف أمريكي var. 'americana'
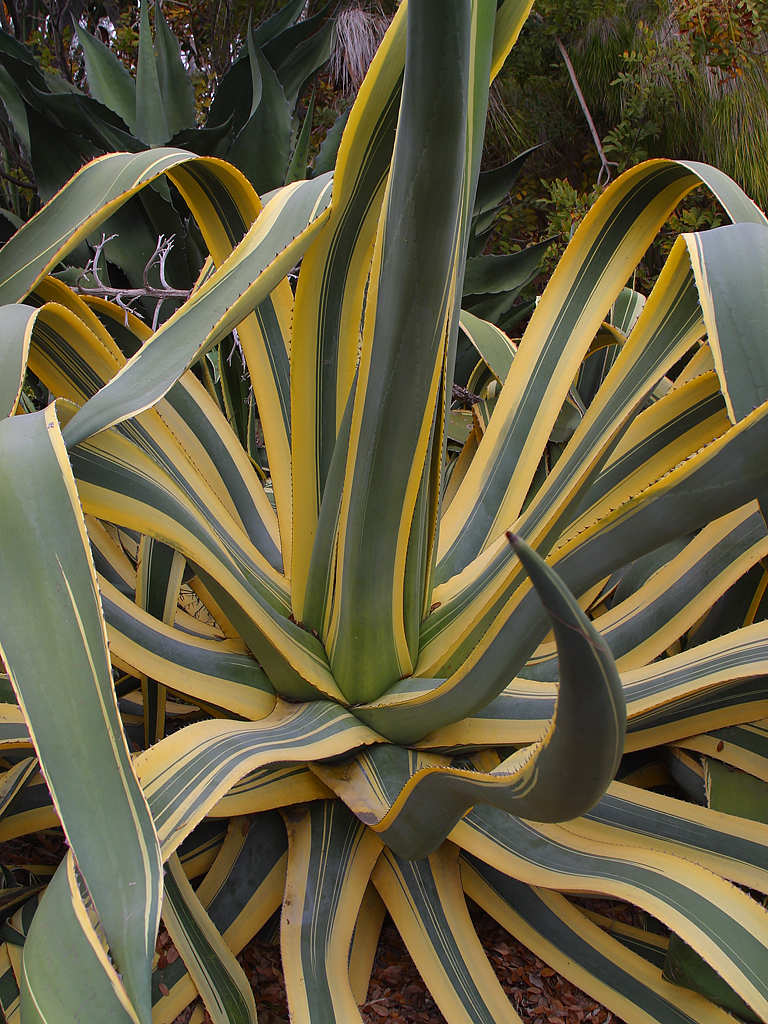
أغاف أمريكي var. 'marginata'
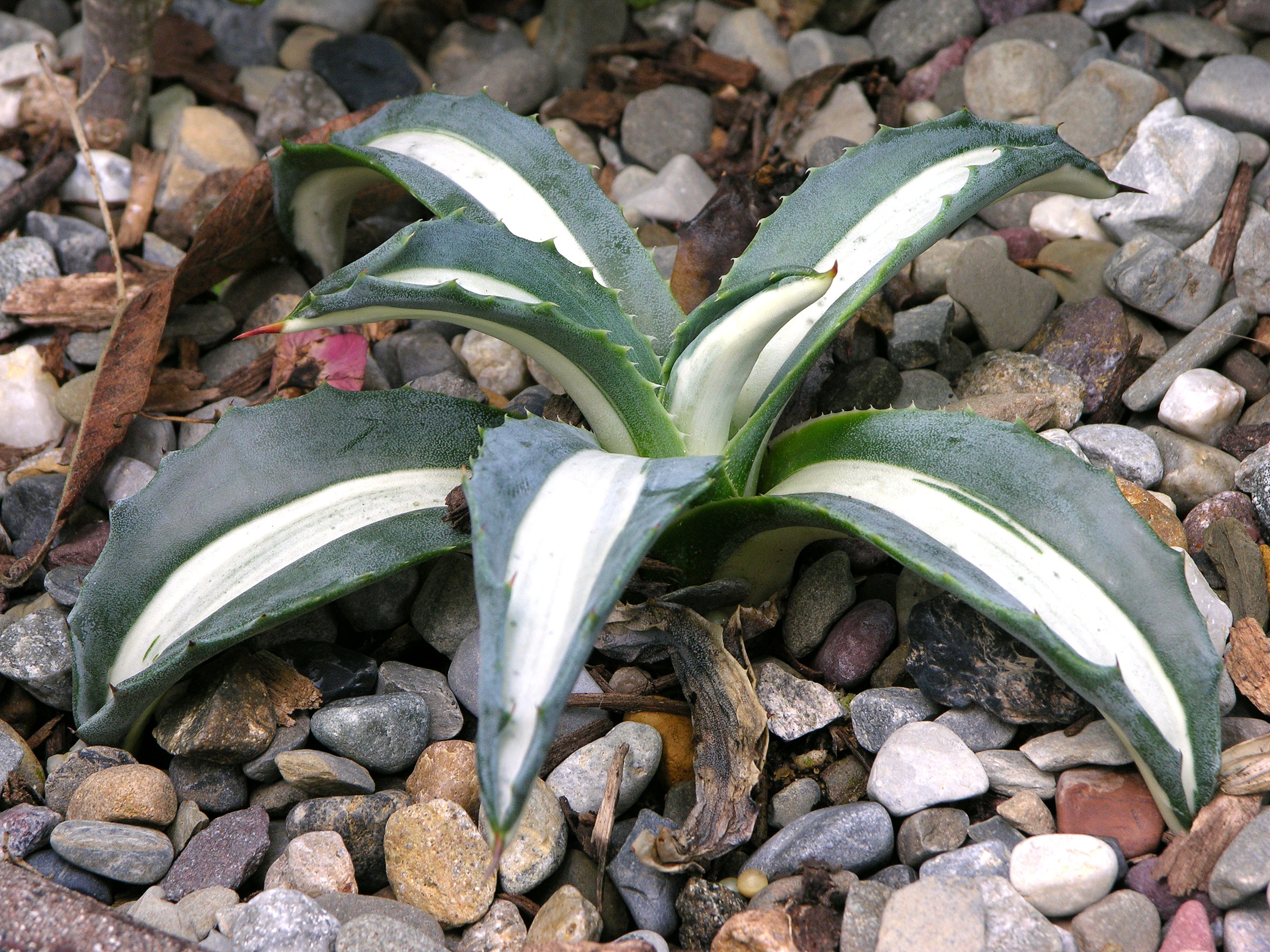
أغاف أمريكي cv. 'Medio-Picta Alba'
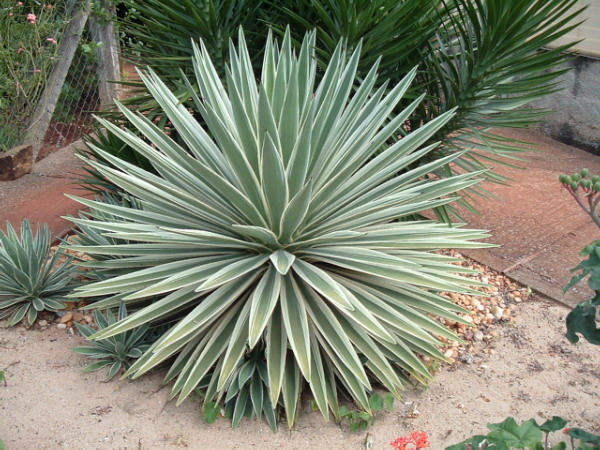
أغاف طويل الورق 'Marginata'
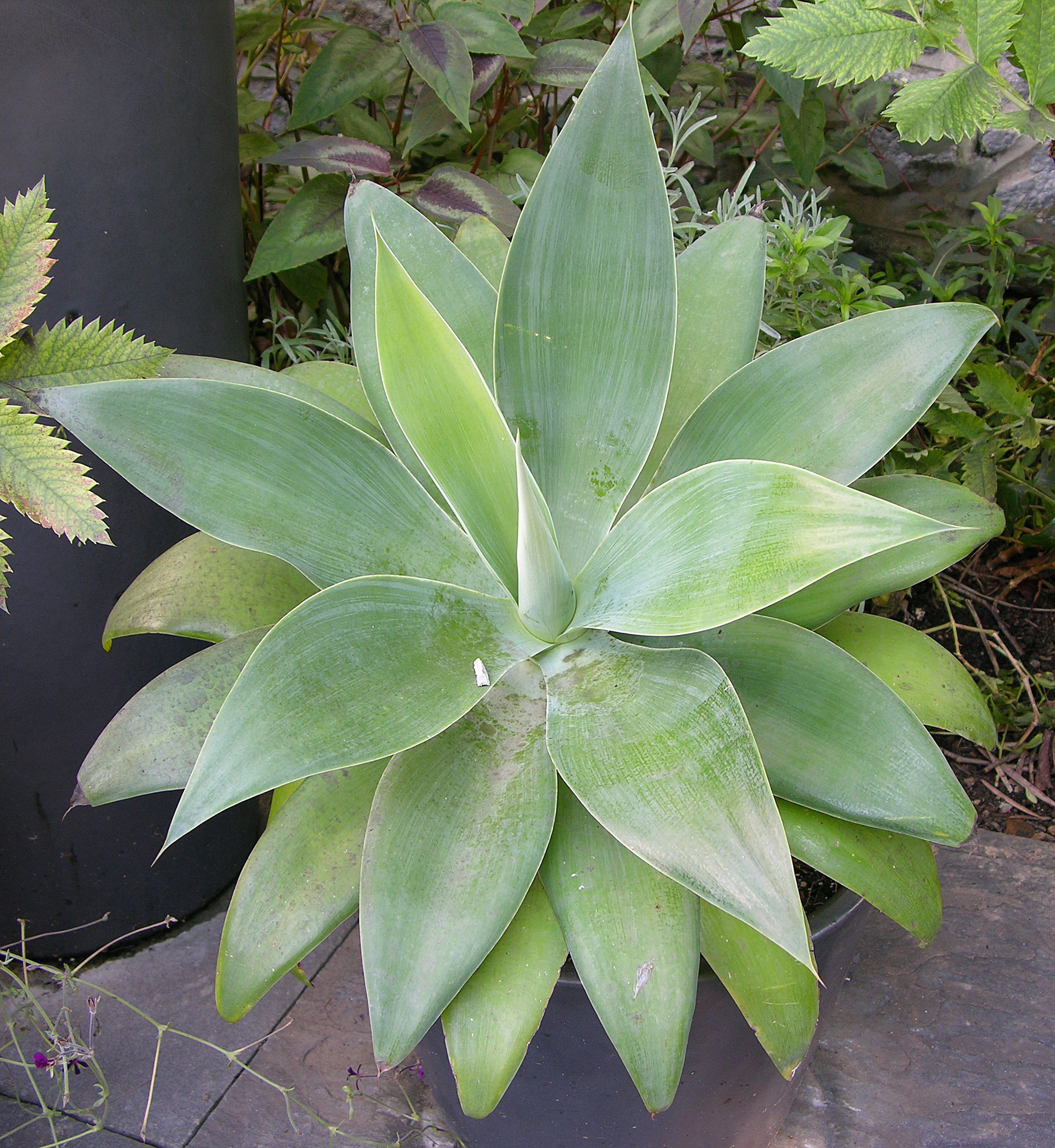
أجاف اتنيواتا
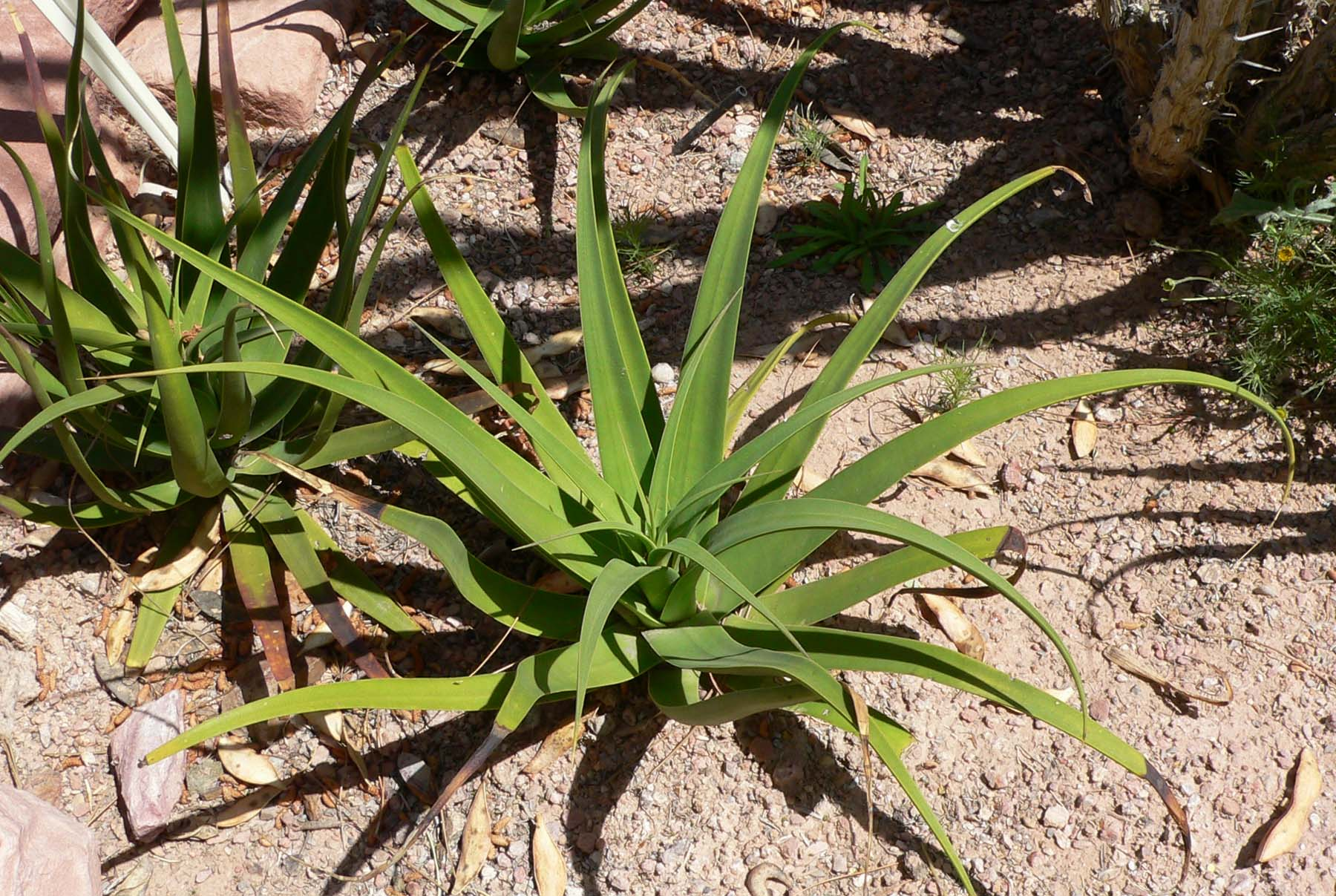
أغاف رقيق (Agave araignée)
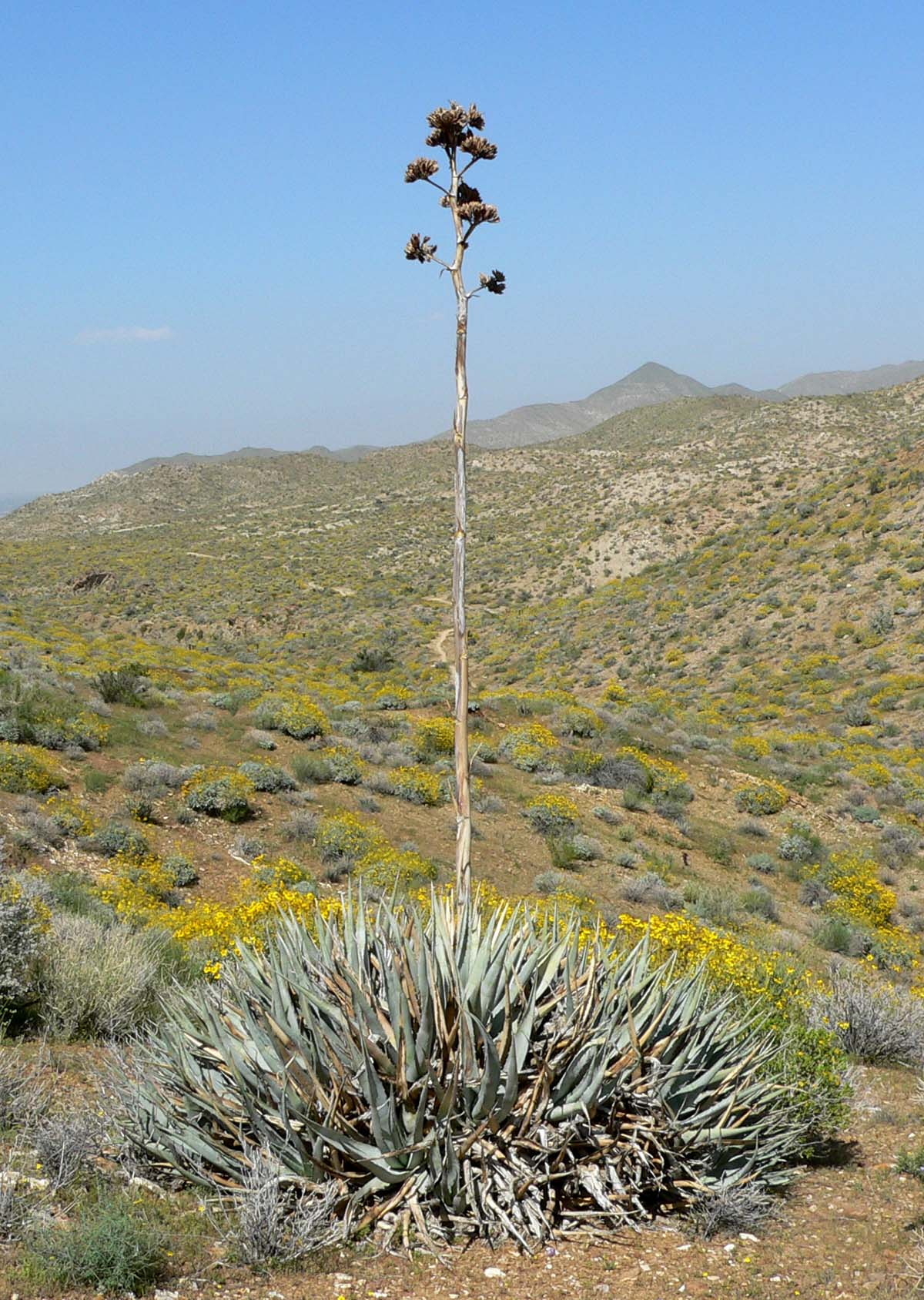
أغاف صحراوي
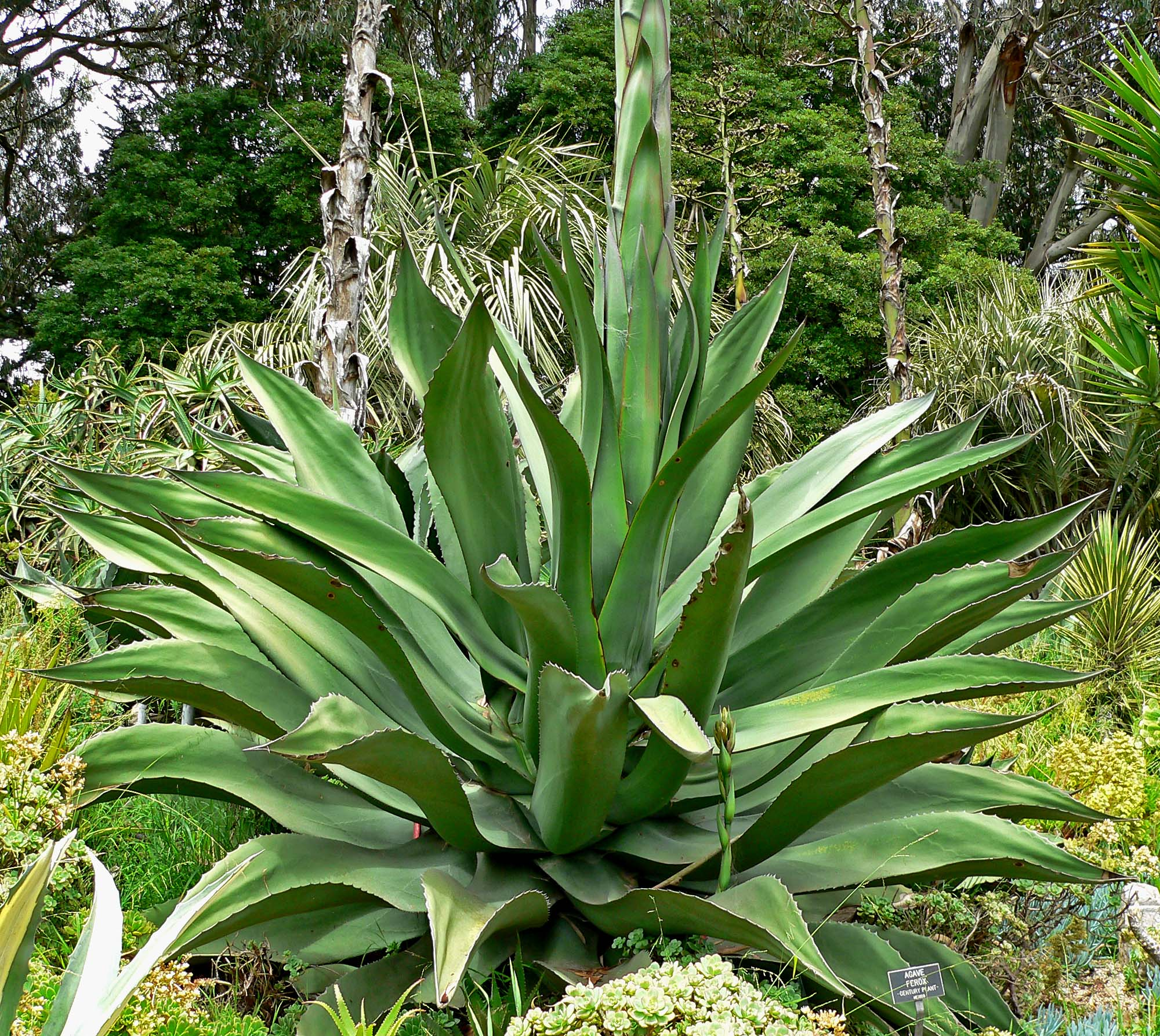
Agave ferox
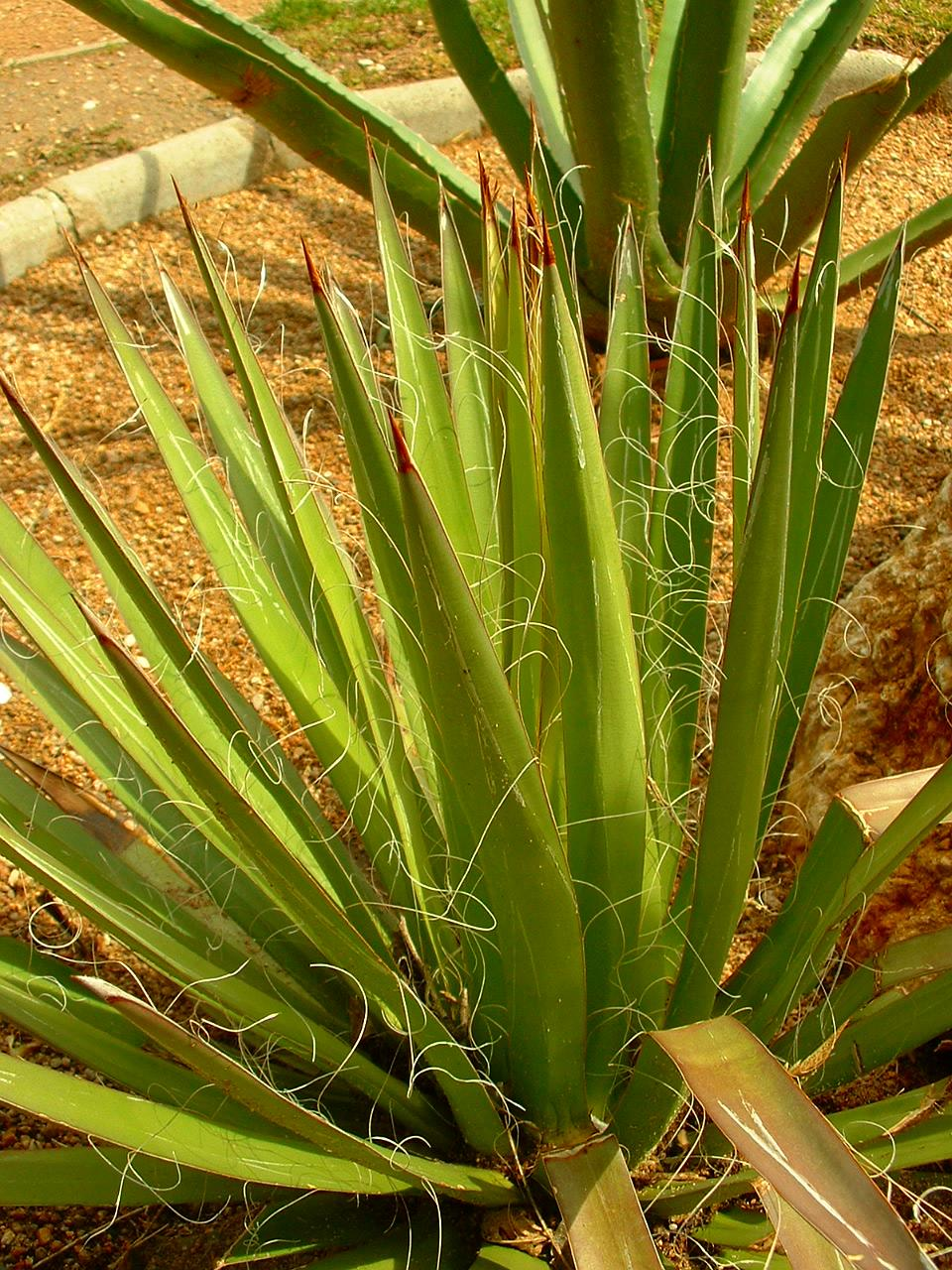
أغاف حامل خيوط
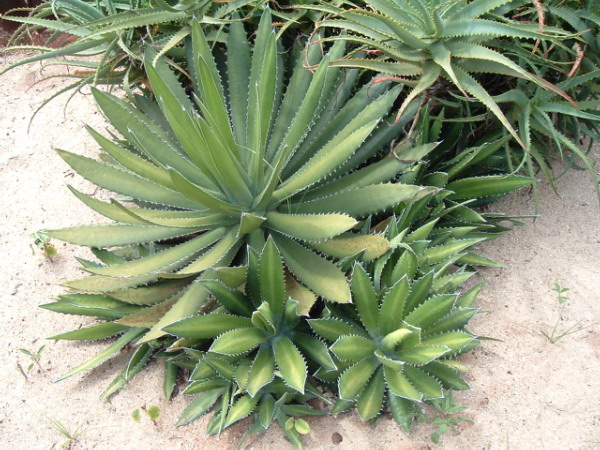
أغاف أشوك
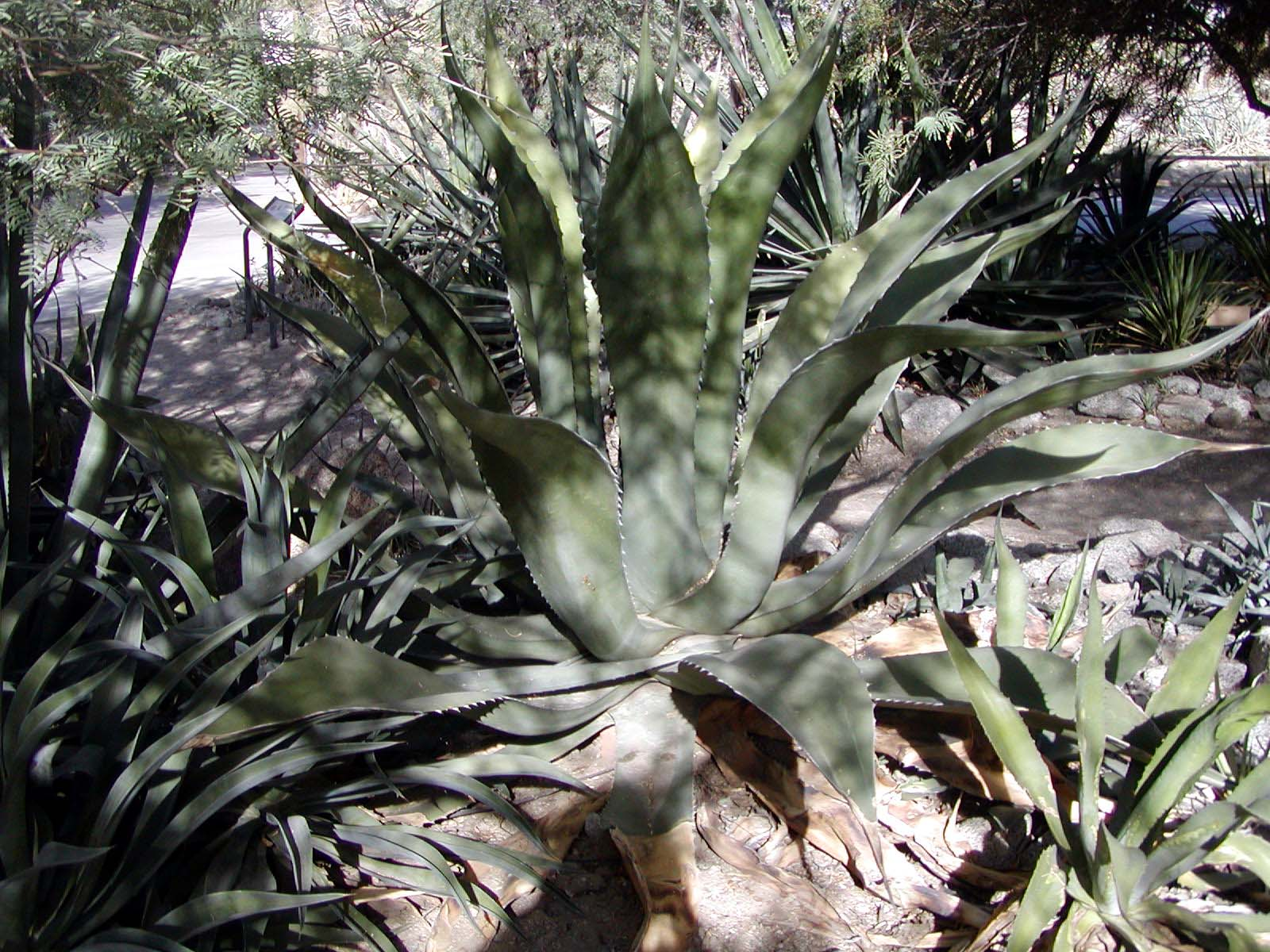
Agave inaequidens ssp. barrancensis
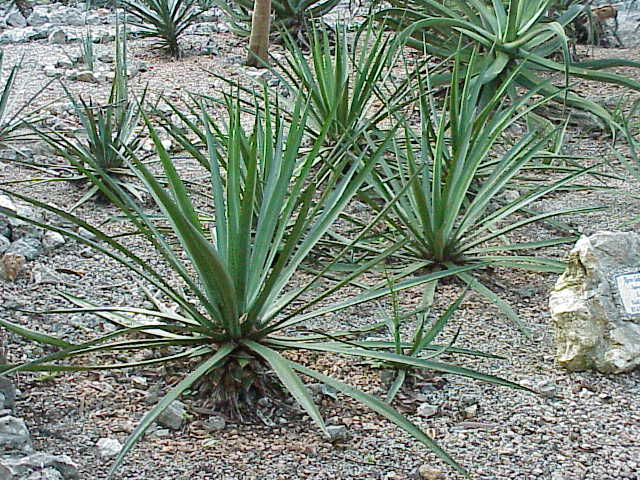
Agave lechuguilla
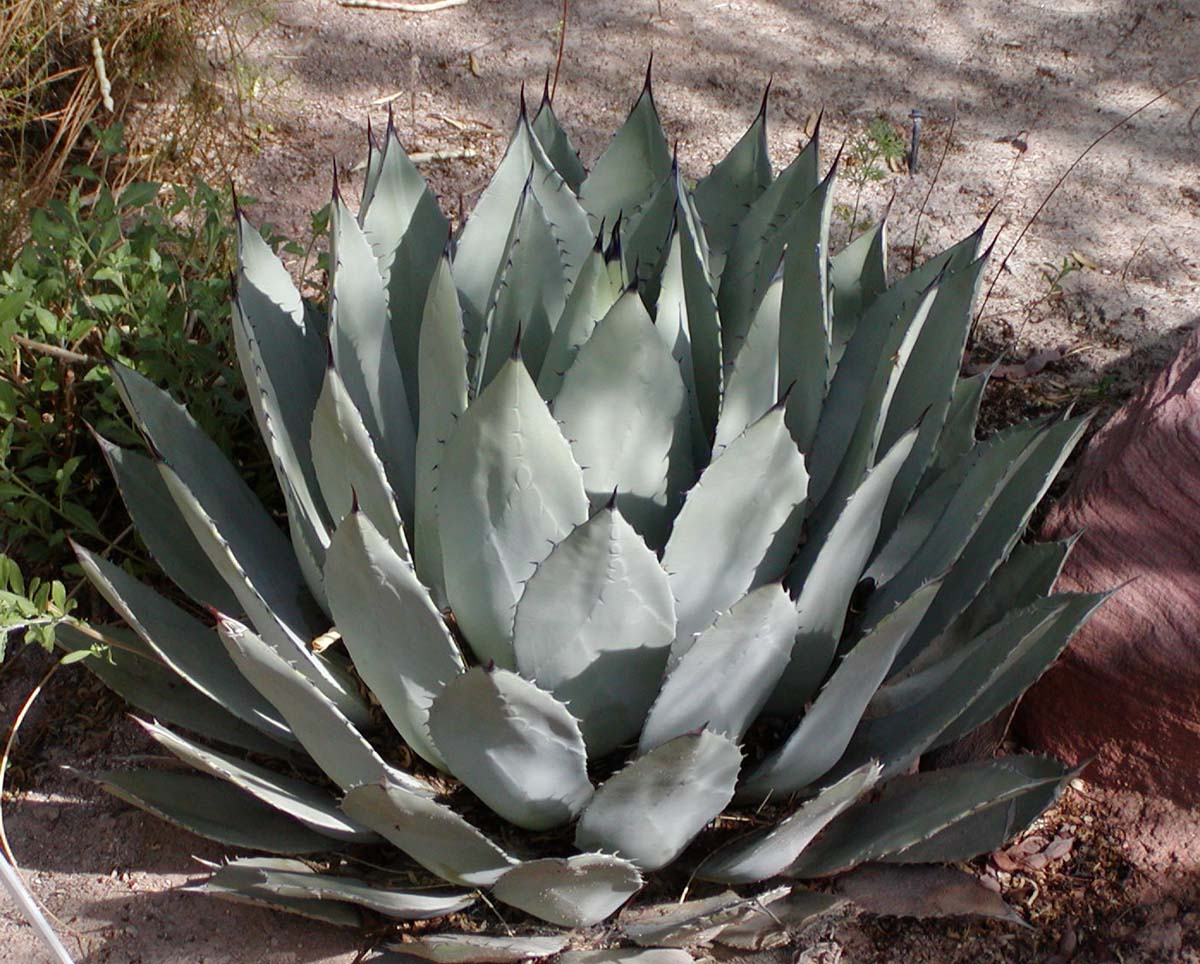
باهرة بالميرية
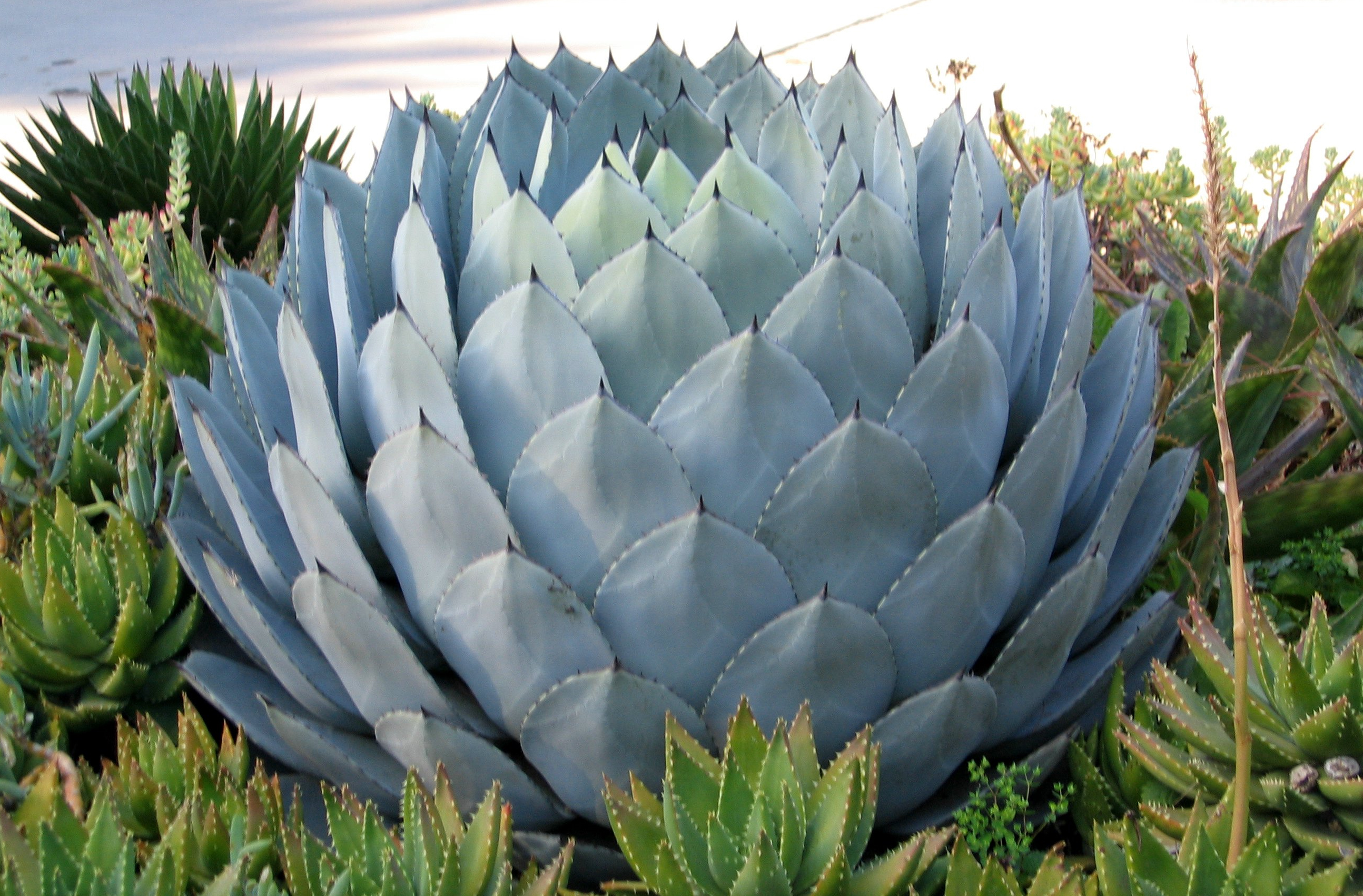
باهرة بارية
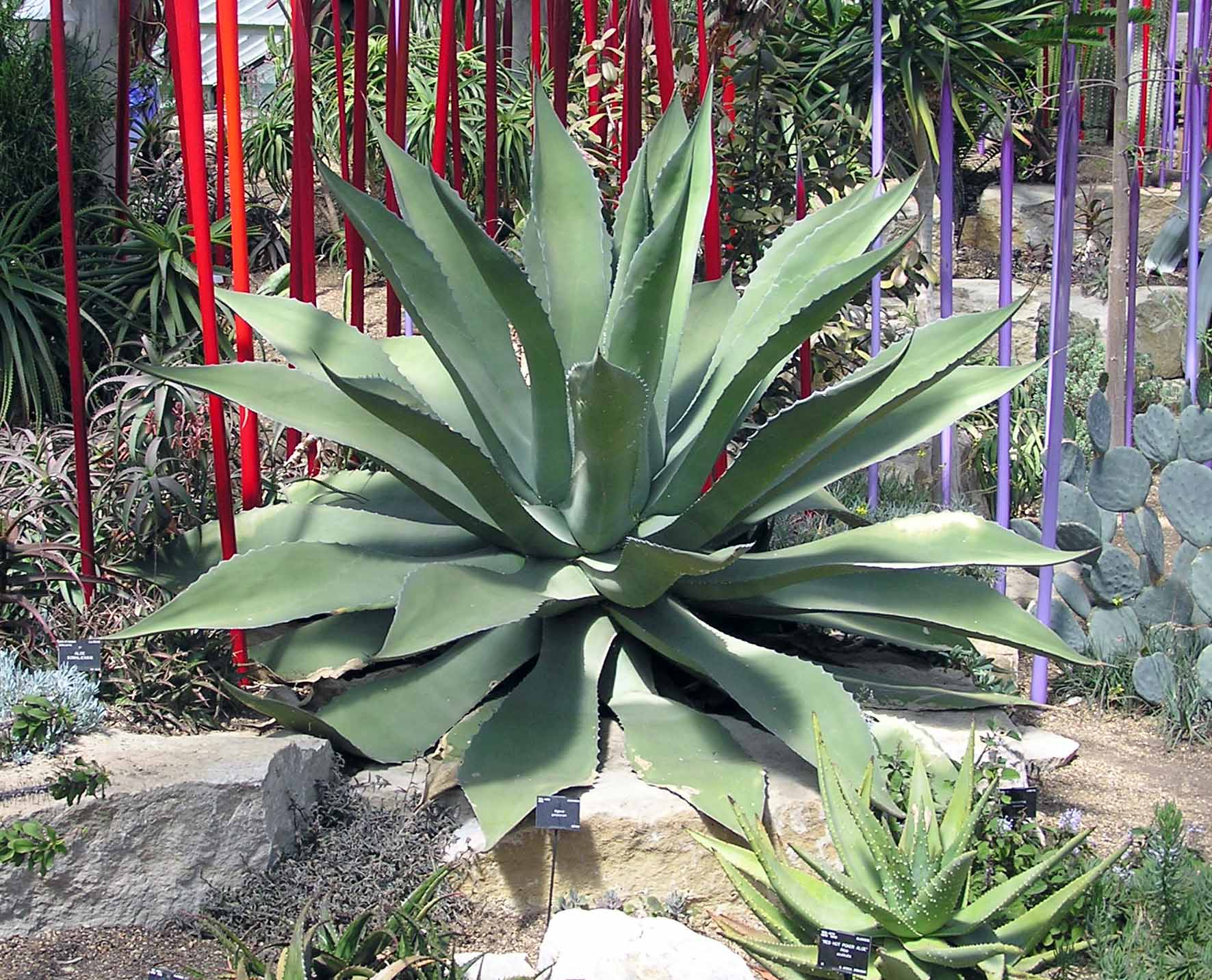
Agave potatorum
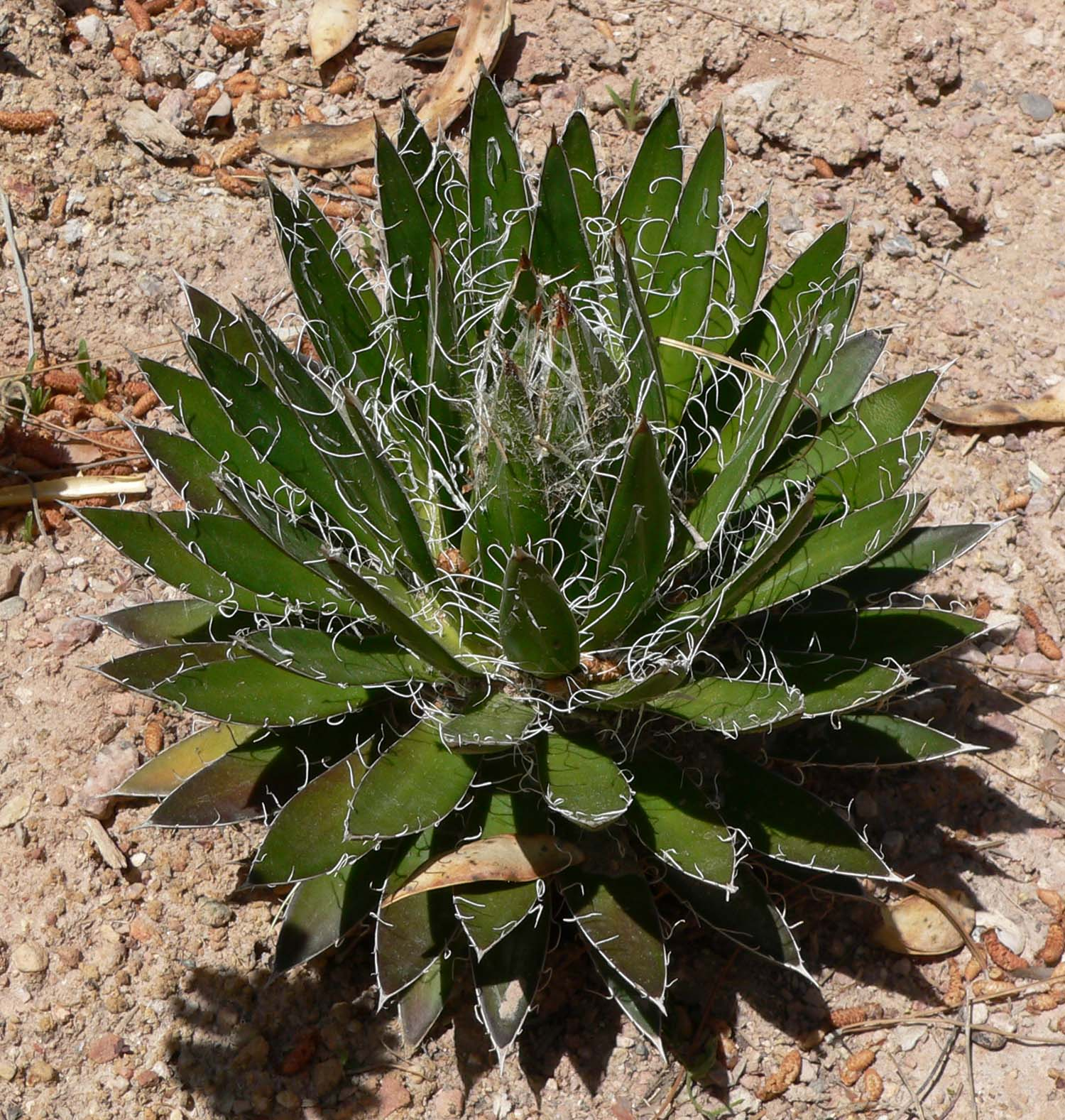
Agave schidigera cv. 'Durango Delight'
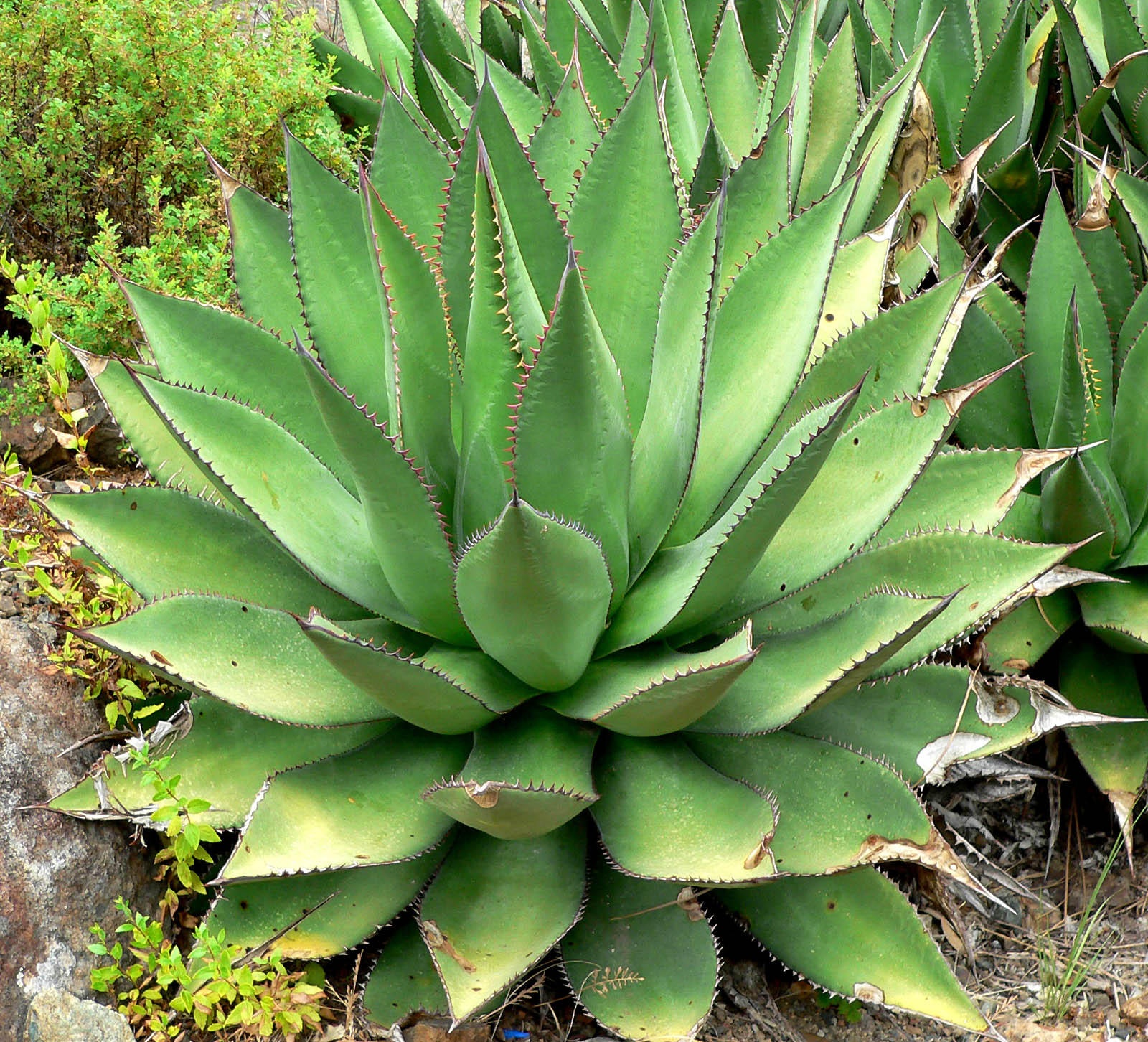
Agave shawii
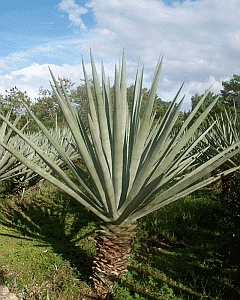
أغاف سيزال (Sisal)
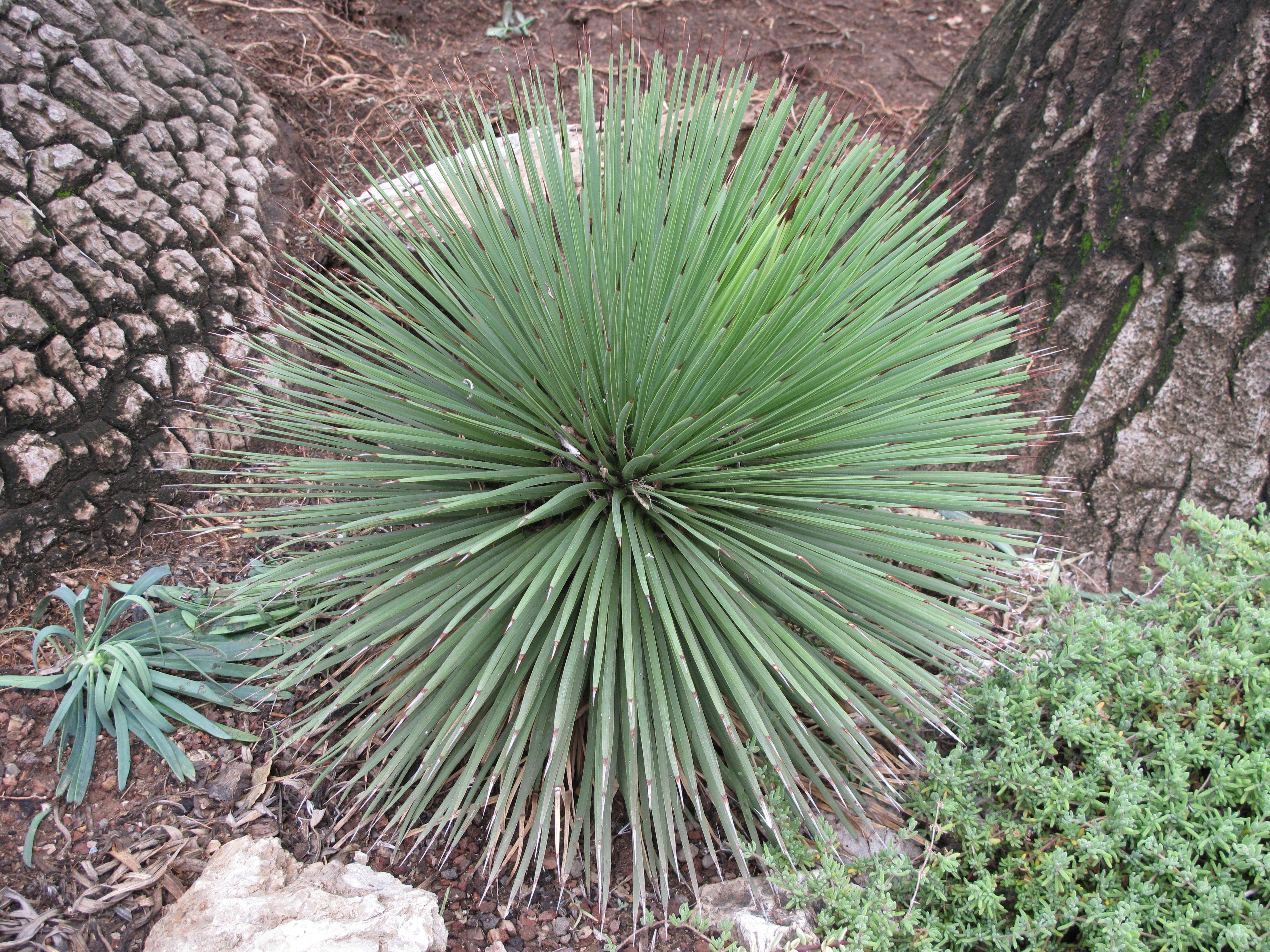
باهرة قائمة الأوراق  [لغات أخرى]‏
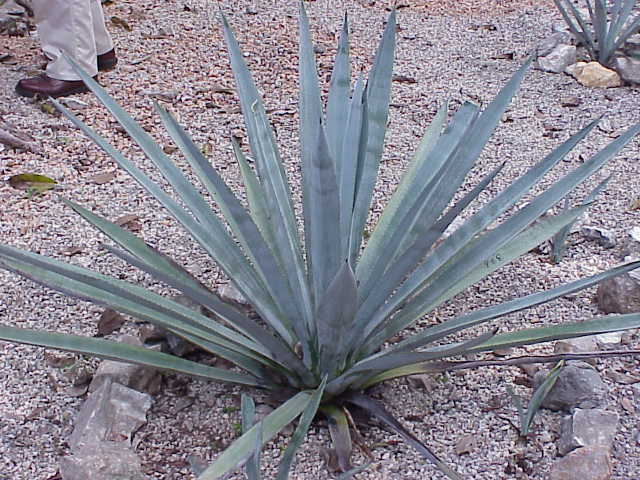
باهرة تيكويلانا (Agave Tequila)
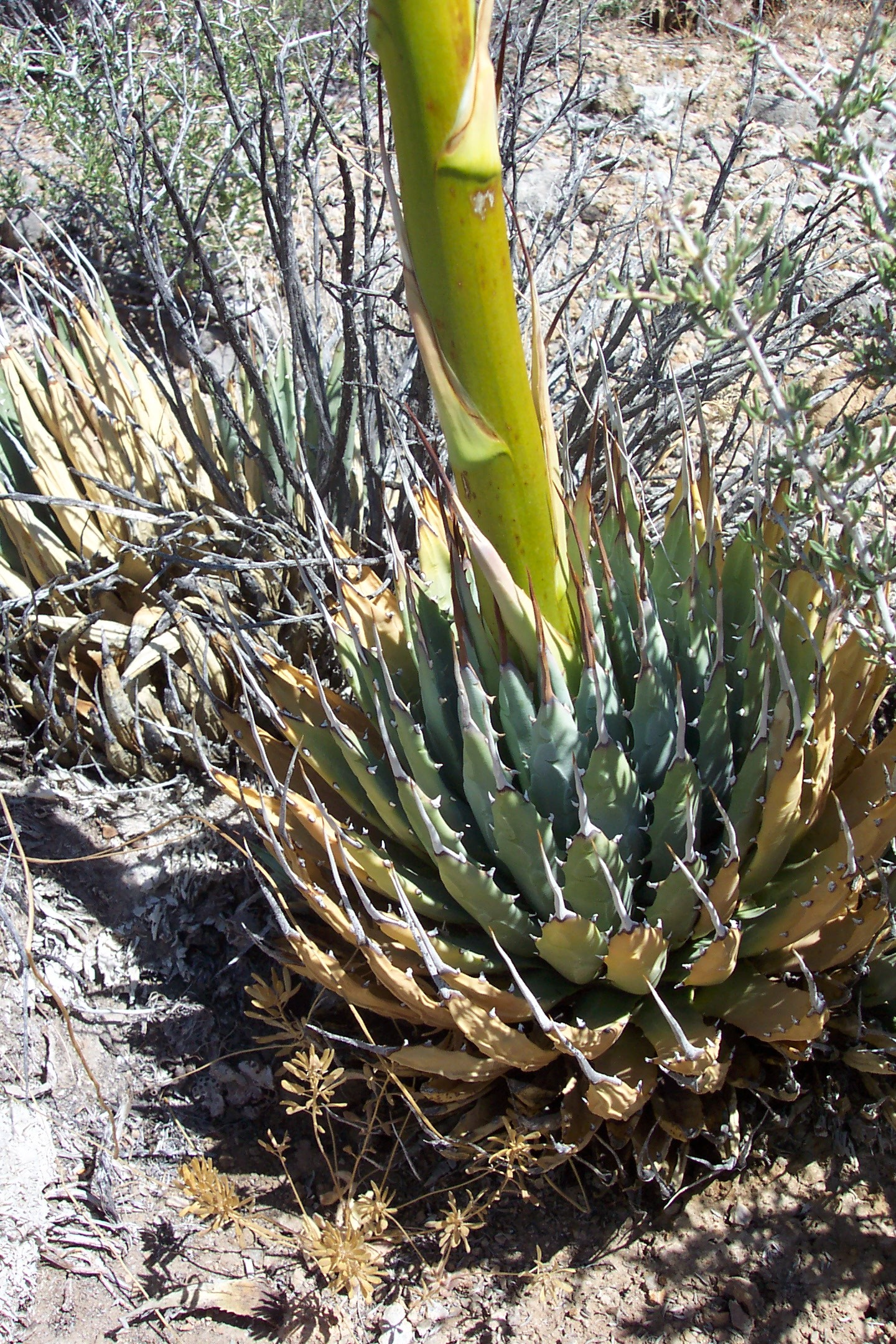
أجاف يوتاهنسس
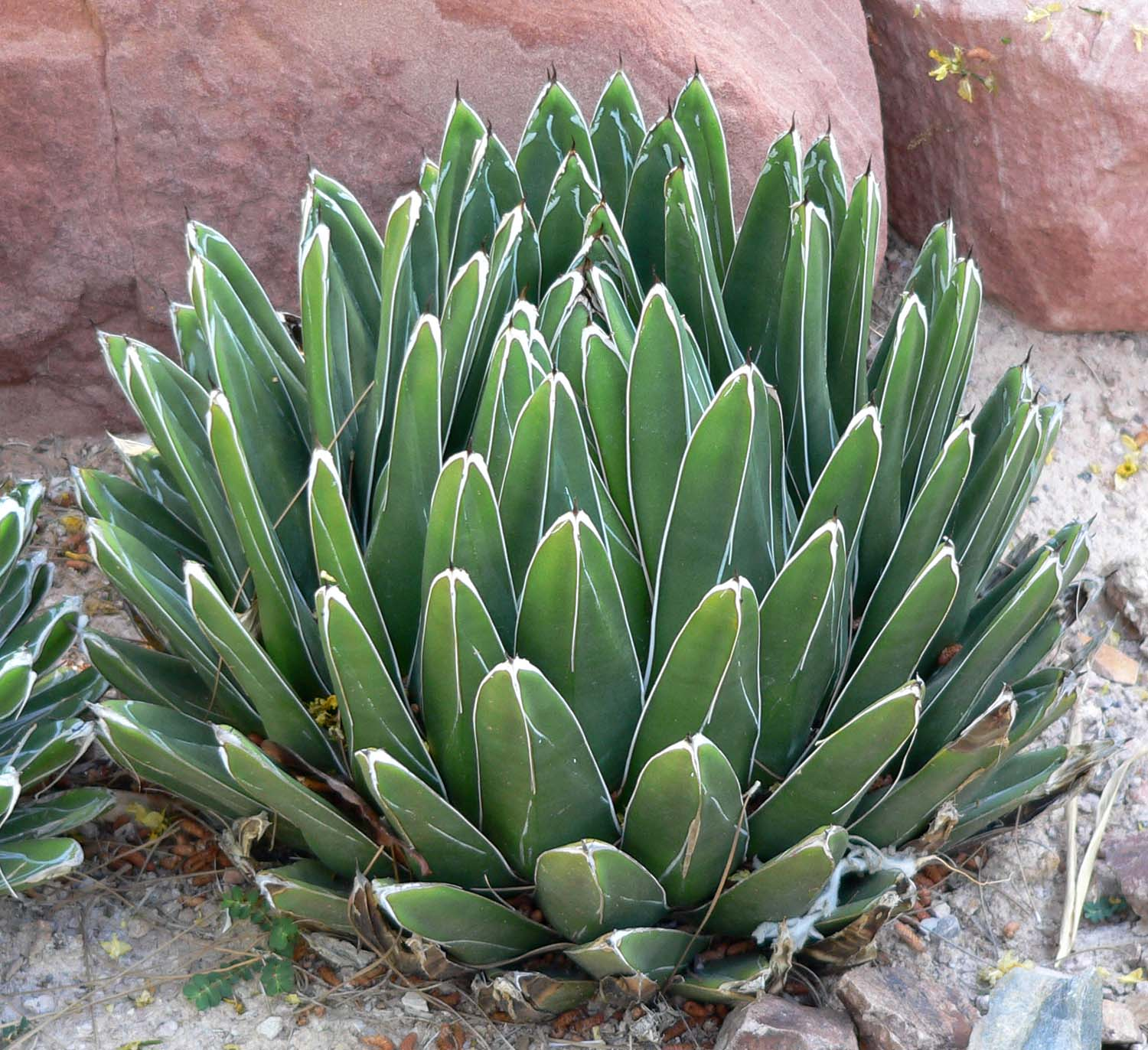
باهرة الملكة فكتوريا
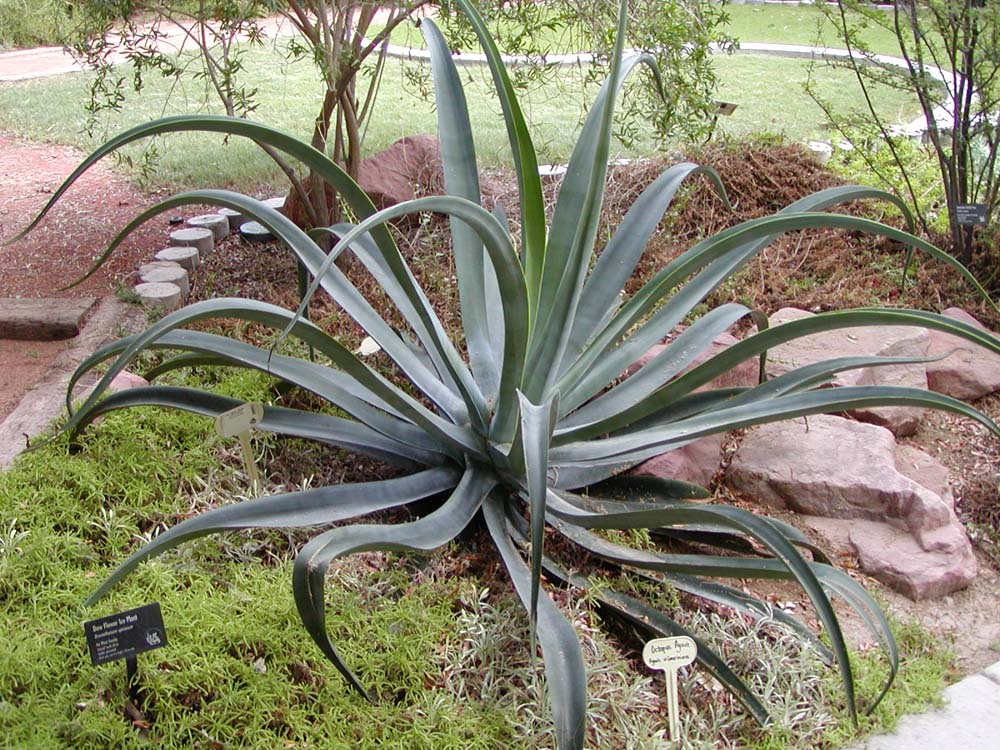
Agave vilmoriniana
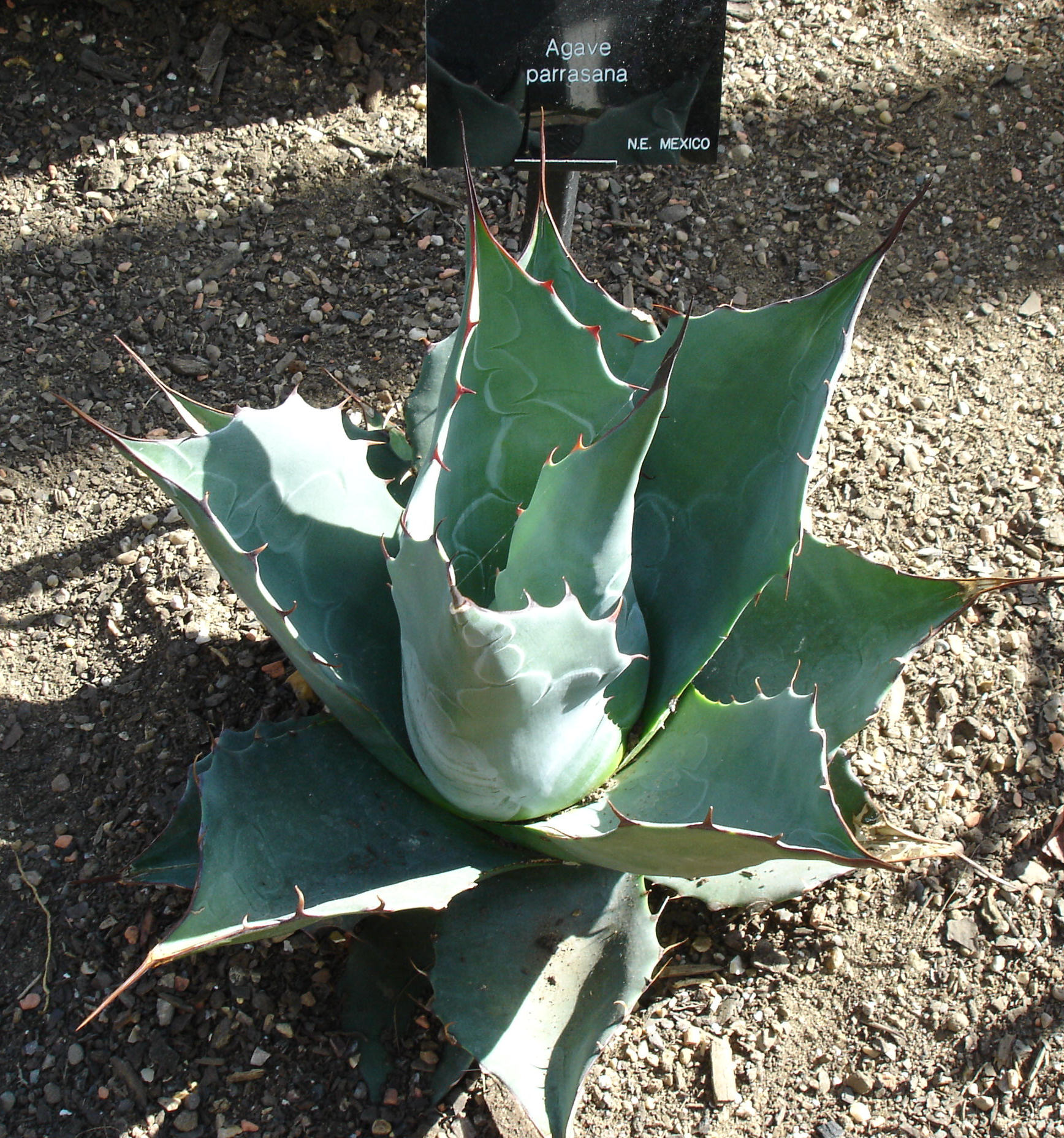
Agave wislizeni (syn. Agave parrasana)